# بلدرچین پولک‌دار
بلدرچین پولک‌دار (نام علمی: Callipepla squamata) نام یک گونه از سرده زیباپوش است.